# HD171379
HD171379 — хімічно пекулярна зоря спектрального класу
F2 й має видиму зоряну величину в смузі V приблизно  9,4.